# GNG12
GNG12‏ (G protein subunit gamma 12) هوَ بروتين يُشَفر بواسطة جين GNG12 في الإنسان.